# Комарово (Махнёвское муниципальное образование)
Комарово — село в Алапаевском районе Свердловской области. Входит в Махнёвское муниципальное образование.

## География
Село Комарово Махнёвского муниципального образования в 55 километров на север от города Алапаевск (по автодороге — 64 километра), на правом берегу реки Мугай (правый приток реки Тагил) в 1 километр выше устья реки Комаровка.

## История
В начале XX века отмечалось, что село Комаровское Верхотурского уезда, находящееся от епархиального города в 240 верстах, на проезжей дороге из Верхотурья в Ирбит, на правом берегу реки Мугая, первоначально было деревнею, находившеюся в приходе села Мугайскаго. В течение 1885 года приход оставался закрытым вследствие отказа прихожан выполнять свои обязательства, какие были ими даны при открытии прихода по отношению к духовенству. Число прихожан в 1902 году было 651 мужского и 725 женского пола. Главным занятием жителей было хлебопашество; многие из прихожан промышляли извозом, работали на обжигательных печах в заводах, брали подряды на рубку дров, доставку угля в заводы: Алапаевский, Салдинские и Богословские. Большим подспорьем прихожанам была добыча кедровых орехов в урожайный год. В состав прихода входили деревни: Тычкина — в 1 верстах, Губина — в 2 верстах, Малая Белоусова — в 3 верстах, Большая Белоусова в 5 верстах. Церковно-приходская школа была открыта в 1900 году и имела собственное здание.

### Рождество-Богородицкая церковь
Каменная однопрестольная церковь во имя Рождества Богородицы, строившаяся с 1873 года по 1876 год, была освящена 26 сентября 1879 года, став самостоятельным приходом.
В 1927 году церковь была закрыта. В настоящий момент не восстанавливается, декор внутри и снаружи здания практически не сохранился.

## Население
| 2002 | 2010 |
| ---- | ---- |
| 0    | ↗4   |